# Sella la Rezza
Sella la Rezza è un valico stradale delle colline del Po (385 m s.l.m.), in frazione Bardassano sul territorio del Comune di Gassino Torinese in provincia di Torino.

## Descrizione
La sella la Rezza si apre sullo spartiacque che divide il versante meridionale della collina Torinese, tributario dei bacini contigui del Banna e del Tepice, dal versante settentrionale che scarica le proprie acque nel tratto di Po compreso tra Torino e Verrua Savoia.
Il valico è attraversato dalla SP 122, che collega la pianura settimese a nord-ovest di Torino con il territorio pianeggiante di Chieri. Nei pressi si trova il Castello di Bardassano, circondato dal tipico borgo. Sul passo convergono anche la SP 118, che lo collega con Sciolze, e una strada secondaria che raggiunge il centro di Bardassano.

## Ciclismo
La salita alla Rezza, più impegnativa se affrontata da Castiglione e decisamente più dolce venendo da Chieri, è piuttosto apprezzata dai cicloturisti.
Nel Giro del Piemonte del 1939 l'allora giovanissimo Fausto Coppi si mise in luce per la prima volta proprio con una fuga tra Moriondo Torinese e la Sella la Rezza, dove fu raggiunto e superato dal già campione affermato Gino Bartali, che vincerà la gara. Coppi giungerà terzo al traguardo di Torino, meritandosi le attenzioni degli osservatori delle squadre professionistiche.
Il Giro d'Italia 2014 nella sua tredicesima tappa di venerdì 23 maggio (Fossano-Rivarolo è transitato per la Rezza provenendo da Chieri e scendendo poi su Castiglione Torinese, svoltando verso Gassino dominata dal caratteristico 'cucurin' e dirigendosi poi dal 'Ponte Gassino' verso Rivarolo Canavese.